# Govorica telesa
Govorica telesa je oblika neverbalne komunikacije. Komunikacija poteka na podlagi obnašanja in to obliko komuniciranja uporabljajo tako živali kot ljudje. Del tega obnašanja poteka podzavestno in se razlikuje od znakovnega komuniciranja. Znakovno komuniciranje poteka namerno, medtem ko govorica telesa poteka nenamerno. Oblike, ki tvorijo govorico telesa, vključujejo držo telesa, kretnje, obrazne poteze in pa premikanje oči. Lahko zagotavljajo stanje duha določene osebe, kar lahko vključuje agresijo, pozornost, dolgčas, mirno sproščeno  stanje, zadovoljstvo. Govorica telesa je pomemben del komunikacije in odnosov. Je pomemben del managementa in vodilnih poslovnežev in tudi na krajih, kjer je lahko opazovana s strani več ljudi. Je pogosto v pomoč pri zmenkih, staršem pri vzgoji otrok in družini nasploh. Kljub temu, da je govorica telesa ne verbalna, se ne govori, lahko odkrije zelo veliko o čustvih in občutjih človeka do drugih in obratno. Poteka lahko na zavestni ali podzavestni ravni.

## Besednjak govorice telesa
Govorica telesa je ne govorljiva oblika komunikacije in je netočna, zato mora biti oseba pazljiva kako jo interpetira. Določen premik ali izraz na obrazu ima lahko kar velik pomen, ali pa ne pomeni čisto nič.

### Pozitivna govorica telesa
Pozitivna govorica telesa je na splošno zanesljiv indikator osebnih občutkov. Odraža lahko interese do osebe v komunikaciji.
Sproščena drža – udobno sedenje, sproščeno dihanje. Nobenih ovir ni vidnih pri komunikaciji.
Sproščene roke – ne prekrižane roke in odprte dlani so znak odprtosti.
Dober očesni kontakt – gledanje v oči druge osebe, še posebej ko govorijo, odražajo interese do osebe. Primeren očesni kontakt vključuje občasno pogled stran, v izogib strmenju v osebo.
Zapisovanje besed – izkazovanje interesa, ko oseba govori in si druga oseba to zapisuje.
Nasmeh/dodajanje humorja – zelo pozitiven znak. Razkazuje toplo obliko osebne zveze.
Nagibanje naprej – zmanjševanje oddaljenosti dveh oseb, še posebej ko ena od teh dveh oseb govori.

### Negativna govorica telesa
Negativna govorica telesa je manj zanesljiva kot pozitivna govorica. Dejanja, ki na splošno veljajo za negativna, lahko odražajo samo neudobje osebe, lahko odražajo da je oseba utrujena, ali pa odražajo različna dejanja, ki se tehtajo v mislih osebe.
Prekrižane roke – lahko odražajo odpor do nečesa, kar je bilo povedano.
Roke na obrazu – so zaprta gesta. Naslanjanje na komolce z brado na dlaneh lahko odražajo dolgčas.
Biti nemiren – premikanje naokoli, igranje s stvarmi in prsti, lahko odražajo dolgčas, nemirnost in živčnost.
Roke za glavo, naslanjanje nazaj – lahko je sproščena gesta. Izraža željo po moči in kontroli.
Zehanje – izraža dolgčas. Oseba preveč govori, ali pa govori preveč monotono.
Nemirnost – poskušanje prekiniti govorjenje druge osebe.
Nagibanje nazaj – izogibanje premiku naprej, še posebej takrat, ko se osebi kaj daje.
Negativne obrazne poteze – vključujejo stresanje z glavo, zoožanje oči.